# 擂鼓石大街
擂鼓石大街是位于中国山东省泰安市市区北侧，西起望岳东路，东至博阳路的一条贯穿泰城东西的双向六车道主干路。

## 历史
擂鼓石大街是在原有擂鼓石路的基础上延长建成的。擂鼓石路位于泰安市区西北部，东起龙潭路，经科山路、傲徕峰路，西至迎胜路。据史料记载，在西汉末年，赤眉军驻天胜寨，嵩里山为前哨，发现敌情举火为号，中间擂鼓以便报于天胜寨的赤眉军。由于鼓在一巨石的旁边，所以这块巨石立即起名为擂鼓石，而这条路也就因这块巨石得名了。
擂鼓石大街西段（望岳东路-普照寺路）在原有擂鼓石路的基础上于2002年建成。在这之后城东建成了擂鼓石大街东段（虎山东路-岱道庵路）。之后涉及擂鼓石大街的工程皆为日常养护。

## 遗留问题
擂鼓石大街作为泰安城市规划中的东西主干道，自2000年以来，先后打通了望岳东路-普照寺路、虎山东路-花园路、双龙路-博阳路等路段。而道路的核心段普照寺路-虎山东路段，因为此段沿途建筑密集，街巷交错，为泰安城区居住的黄金地段，16个单位小区、山东农业大学、山东科技大学，1个武警宿舍、2个部队干休所三个院落、烈士陵园、岱宗坊、白鹤泉等古迹名胜沿途散布，工程量大，迟迟没有打通。上下班时间、旅游季节，周边区域特别是环山路交通拥堵，严重影响了泰安城区旅游形象和市民生产生活。
自2018年9月开始，泰安市政府决定打通“断头路”。包括住房和城乡建设局等部门开始规划擂鼓石大街中段的贯通工程。

## 贯通延长
在当时的中段改造工程道路绿化设计及回迁社区内绿化设计，包含三部分内容：
- 擂鼓石大街中段（普照寺路-虎山东路）长约1900米 ，
- 擂鼓石大街西段（望岳东路-望岳西路，又名府前街），长约320米，
- 回迁社区内绿化设计。

泰安市住建局工作人员对记者称：“关于擂鼓石大街中段改造项目，市里有关部门已经开了两次会，但目前还没有落实到文件上。”“工程目前还只是在测绘勘察招标阶段，招标的是测绘队伍，关于道路规划等有关事宜还在讨论。”同时有工作人员登门查看了居民的房产证，“没说什么时候拆，但是说快要用上了”。
2019年1月2日，科大学生公寓、浴池开始拆除。
2019年上半年，贯通工程涉及到的山东科技大学泰安校区改建工程对外公示。
2020年1月28日-24日，项目部会同农大工作人员带领工人、机械进驻现场，完成农大项目地块原试验基地苗木移植3.6万余株。
2020年4月，完成省军区干休一所、干休二所涉及军事用地置换拆迁工作。
2020年5月1日，擂鼓石大街中段主干道建成通车。
2020年11月24日，擂鼓石大街（望岳东路-博阳路）宣布全线贯通。